# 襄阳区
襄阳区是中国湖北省襄阳市所辖曾设的一个市辖区。2001年，改襄阳县为区，现改名襄州区。总面积为2576平方公里，2004年人口为105万人。区人民政府驻张湾镇。

## 行政区划
2001年时，管辖原襄阳县的张湾镇、东津镇、双沟镇、张家集镇、峪山镇、黄龙镇、程河镇、朱集镇、古驿镇、伙牌镇、黄集镇、石桥镇、龙王镇和樊城区的米庄镇。